# Heterogagrella
Genre
Heterogagrella est un genre d'opilions eupnois de la famille des Sclerosomatidae.

## Distribution
Les espèces de ce genre se rencontrent en Inde et en Thaïlande.

## Liste des espèces
Selon World Catalogue of Opiliones (09/05/2021) :
- Heterogagrella biseriata Suzuki, 1981
- Heterogagrella indica Roewer, 1954

## Publication originale
- Roewer, 1954 : « Indoaustralische Gagrellinae (Opiliones, Arachnidae). (Weitere Weberknechte XVIII). 2. Teil. » Senckenbergiana biologica, vol. 35, p. 237–292.